# Jodhi May
Jodhi Tania May (Londres, 8 de mayo de 1975) es una actriz británica que ha desempeñado su carrera en cine y televisión. Es conocida internacionalmente por haber obtenido el premio a la Mejor Actriz en el Festival de Cannes de 1988, por su interpretación en la película Un mundo aparte. 

## Primeros años
Aunque nació con el nombre de Jodhi Tania Edwards el 8 de mayo de 1975 en Camden Town (Londres), su nombre fue cambiado legalmente a Jodhi Tania May.
Su madre, Jocelyn Hakim, es profesora de arte de ascendencia judía franco-turca. Siendo todavía una estudiante, se casó con el diseñador y, posteriormente, conocido productor discográfico Malcolm McLaren, para así obtener la ciudadanía británica, pagándole 50 libras. El matrimonio se celebró en una oficina de registro de Lewisham en 1972. Más tarde se divorciaron, una medida que le costó a la abuela de McLaren 2000 £ para conseguir el divorcio. 
Jodhi no ha identificado públicamente a su padre, solo ha afirmado que es alemán.
Fue educada en la escuela femenina Camden School. Después cursó estudios universitarios en Wadham College.

## Premios y distinciones
Festival Internacional de Cine de Cannes
| Año  | Categoría    | Película      | Resultado |
| ---- | ------------ | ------------- | --------- |
| 1988 | Mejor actriz | A World Apart | Ganador   |